# 東京パワーテクノロジー
東京パワーテクノロジー株式会社（とうきょうパワーテクノロジー）は、東京電力ホールディングスの子会社。発電所の建設・保守、産業廃棄物処理、環境調査・分析、緑化工事、尾瀬の山林管理などを行なっている。
2013年7月1日、東電環境エンジニアリング株式会社が東電工業株式会社及び尾瀬林業株式会社を吸収合併し、商号変更する形で誕生した。

## 沿革
- 1954年4月15日 - 東興業株式会社（東電工業の前身）設立。
- 1955年11月 - 東電フライアッシュ工業株式会社（東電環境エンジニアリングの前身）設立。
- 1961年9月 - 東興業が東電工業株式会社に商号変更。
- 1975年5月 - 東電フライアッシュ工業が東電環境エンジニアリング株式会社に商号変更。
- 2013年7月 - 東電環境エンジニアリングが、東電工業及び尾瀬林業を吸収合併し、東京パワーテクノロジー株式会社に商号変更。
- 2016年7月 - 日本ファシリティソリューション株式会社にエネルギーソリューション事業を移管。
- 2017年1月 - 白山工業株式会社と資本業務提携契約を締結[1]。

## 主な業務

### 旧・東電環境エンジニアリング関係
- 東京電力管轄の原子力発電所施設内（管理区域）から出される廃棄物処理
- 放射線管理区域で着用する防護服のクリーニング
- 廃棄物処理施設に付随する設備、機器のメンテナンス
- 廃棄処理設備の運転管理

### 旧・東電工業関係
- 火力発電所や原子力発電所のメンテナンス、およびその建設工事
- 土木工事の施工
- 保険募集に関する業務
- 蒸気供給サービス

### 旧・尾瀬林業関係
- 発電所等の緑化管理・工事
- 尾瀬の山林・土地管理（山小屋の経営等）